# Gargnano
Gargnano é uma comuna italiana da região da Lombardia, província de Bréscia, com cerca de 3.016 habitantes. Estende-se por uma área de 78 km², tendo uma densidade populacional de 39 hab/km². Faz fronteira com Brenzone (VR), Capovalle, Tignale, Torri del Benaco (VR), Toscolano-Maderno, Valvestino, Vobarno.

## Demografia
| Variação demográfica do município entre 1861 e 2011                               |
|                                                                                   |
| Fonte: Istituto Nazionale di Statistica (ISTAT) - Elaboração gráfica da Wikipedia |